# Dušan Džamonja

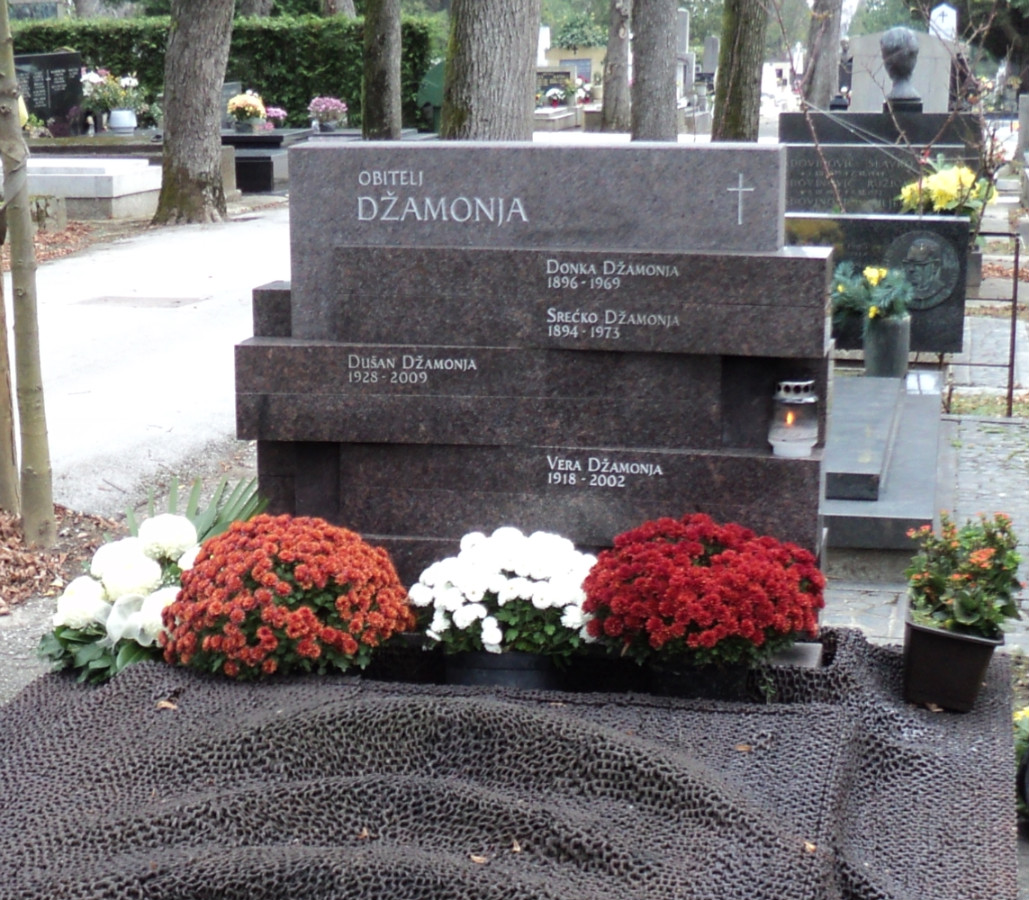
Rodinná hrobka na hřbitově Mirogoj

Dušan Džamonja (v makedonské cyrilici Душан Џамоња; 31. ledna 1928, Strumica, Království Srbů, Chorvatů a Slovinců - 14. ledna 2009, Záhřeb, Chorvatsko) byl severomakedonský sochař chorvatského původu, člen SANU.
Džamonija byl člověk mezinárodního významu; žil ve Vrsaru, Záhřebu a Bruselu. V roce 1954 zorganizoval první výstavu svých prací, za kterou sklidil mimořádné ovace. Většina jeho prací byla realizována v období 50. až 80. let 20. století. Džamonija byl autorem řady brutalistických památníků, věnovaných partyzánskému boji a osvobození Jugoslávie od fašismu. Mezi ikonickou práci Dušana Džamonije patří Památník revoluce v Moslavině v podobě obřího betonového oka.
V roce 2007 byl za celoživotní dílo vyznamenán chorvatskou Cenou Vladimira Nazora.

## Galerie

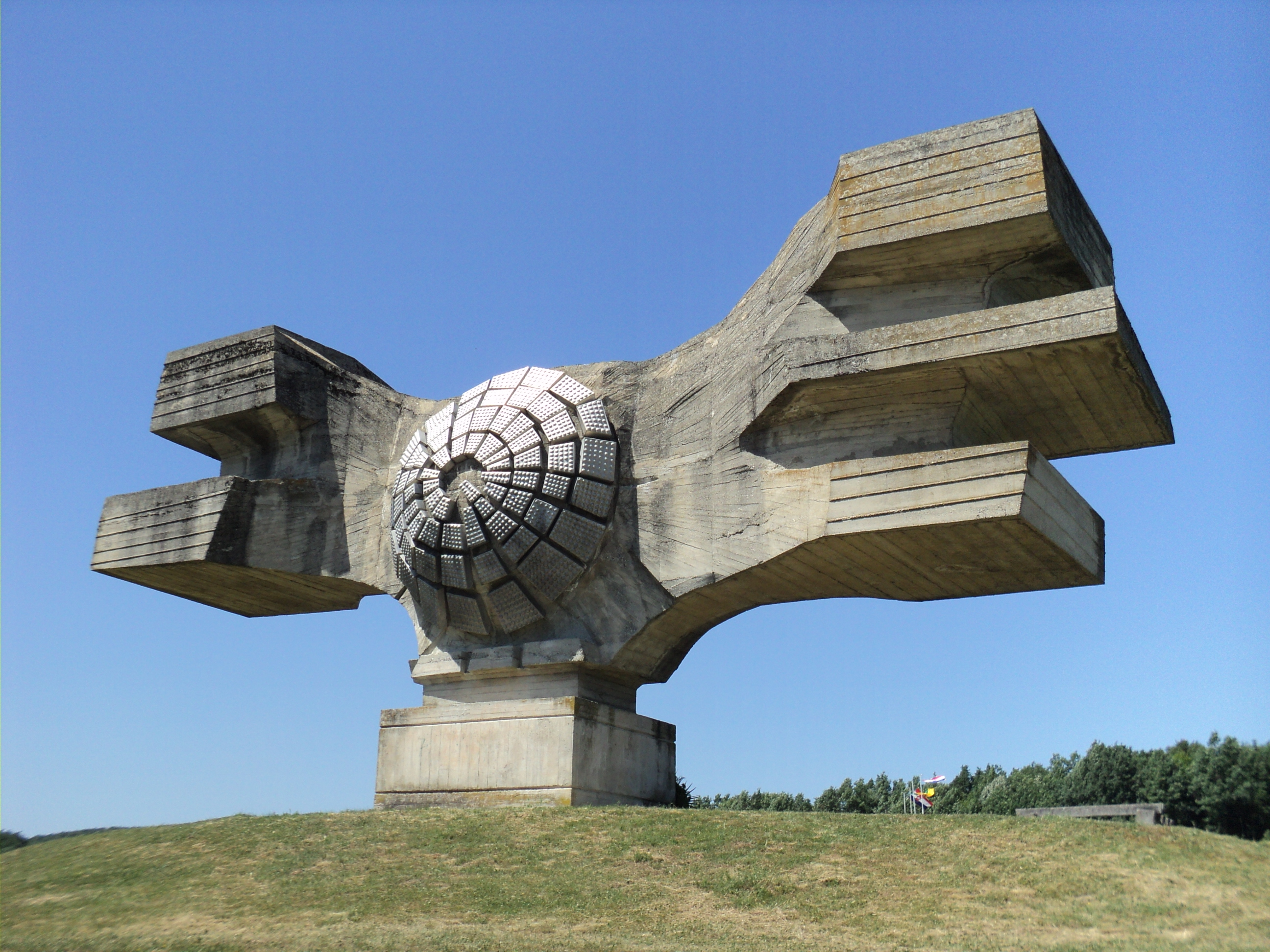
Památník revoluce lidu Moslaviny
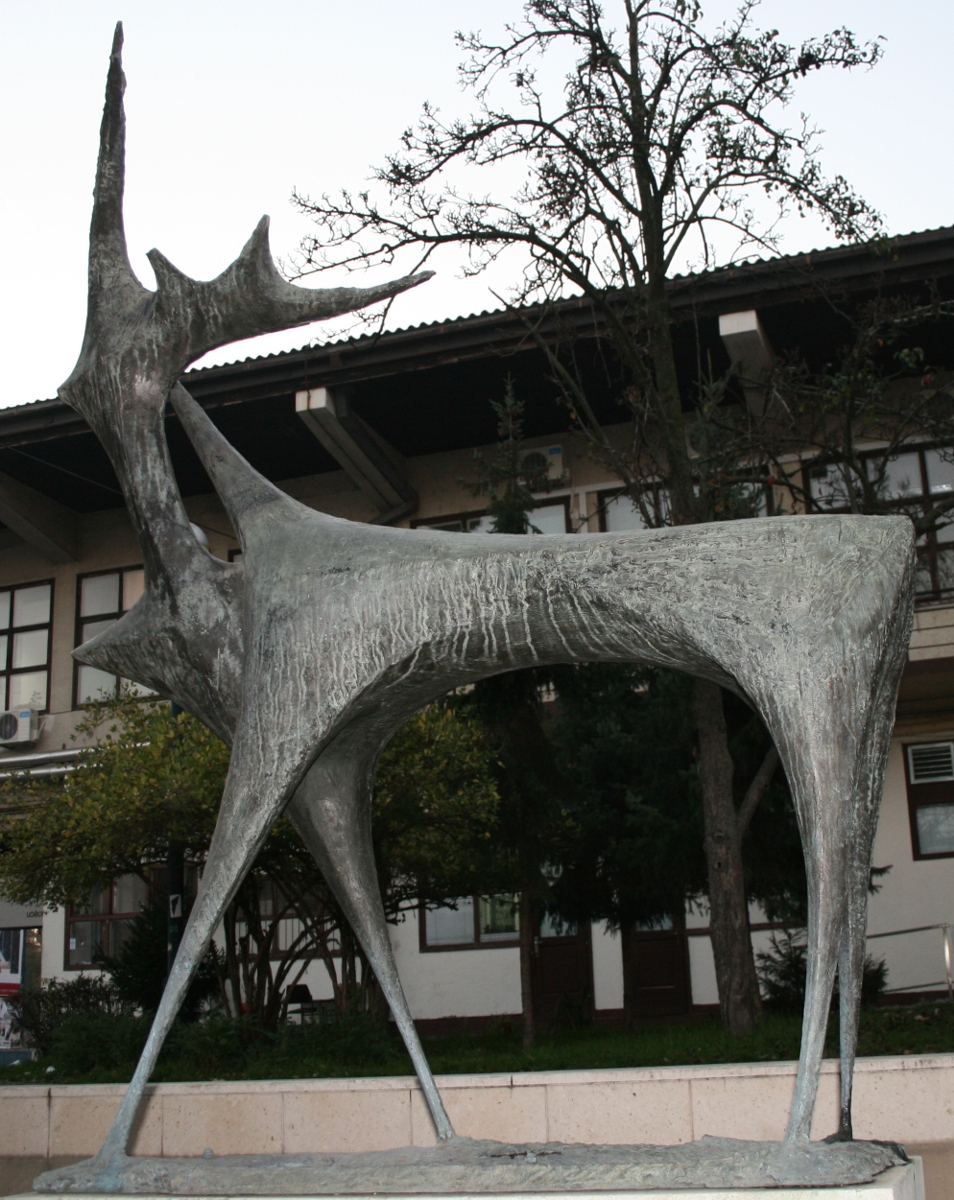
Skulptura jelena v Záhřebu